# Тарасова калина
Тара́сова кали́на — ботанічна пам'ятка природи місцевого значення в Україні. Розташована у Звенигородському районі Черкаської області, в адміністративних межах села Шевченкове.

## Опис
Площа 0,02 га. Створено рішенням Черкаської обласної ради від 06.07.2018 року № 23-12/VII. Перебуває у віданні Шевченківської сільської ради. 
Статус надано для збереження двох кущів калини звичайної (Viburnum opulus L.) заввишки 2,55 м та 3,4 м; сучасні пагони, ймовірно, з'явилися внаслідок відмирання головного стовбура та дочірніх пагонів тієї калини, яка була прижиттєвим свідком Тараса Шевченка. Кущі мають природну, культурно-історичну та естетичну цінність.